# Кронке, Эмиль
Эмиль Кронке (нем. Emil Kronke; 29 ноября 1865, Данциг — 16 декабря 1938, Дрезден) — немецкий композитор.

## Биография
Учился в Лейпцигской и Дрезденской консерваториях; среди учителей Кронке были Карл Райнеке, Теодор Кирхнер, Феликс Дрезеке, Карл Пиутти, Жан Луи Никоде. Плодовитый композитор, он оставил множество фортепианных сочинений, следующих, в основном, традиции Франца Листа; среди этих сочинений и ряд пьес для фортепиано в четыре руки, двух фортепиано, двух фортепиано в четыре руки — как оригинальных, так и транскрипций (из произведений Листа, Эдварда Грига и др.). Определённой известностью пользовалась также музыка Кронке для флейты — в частности, Сюита в старинном стиле для флейты и фортепиано Op. 81, «Две бабочки» (фр. Deux Papillons) для двух флейт и фортепиано op. 165 и др. Кронке также выступил редактором значительного числа сочинений Фридерика Шопена.